# Honorata Syncerz
Honorata Syncerz (ur. 27 stycznia 1993 w Kielcach) – polska piłkarka ręczna, rozgrywająca, od 2016 zawodniczka Korony Handball.
Wychowanka KSS-u Kielce, z którym w 2012 zdobyła mistrzostwo Polski juniorek i została wybrana najlepszą środkową rozgrywającą turnieju finałowego w Płocku. W sezonie 2012/2013 w barwach kieleckiego klubu rozegrała 29 meczów w Superlidze, w których zdobyła 89 bramek. Wystąpiła ponadto w sześciu spotkaniach Challenge Cup, rzucając w nich 16 goli. W latach 2013–2016 była zawodniczką MKS-u Lublin, z którym trzykrotnie zdobyła mistrzostwo Polski. W barwach drużyny z Lublina występowała również w Lidze Mistrzyń, w której w sezonie 2014/2015 zdobyła jedną bramkę w rozegranym 22 listopada 2014 meczu z norweskim Larvik HK (24:35). W 2016 przeszła do Korony Handball. W sezonie 2016/2017, w którym rozegrała w I lidze 19 meczów i rzuciła 69 bramek, wywalczyła z kieleckim zespołem awans do Superligi. W 2017 została nową kapitan Korony Handball. W sezonie 2018/2019 została królową strzelczyń PGNiG Superligi kobiet rzucająć 175 bramek w 26 spotkaniach.
W 2012 wraz z młodzieżową reprezentacją Polski wystąpiła w mistrzostwach świata U-20 w Czechach, podczas których zdobyła siedem goli w dziewięciu meczach.

## Sukcesy
KSS Kielce
- Mistrzostwo Polski juniorek: 2012

MKS Lublin
- Mistrzostwo Polski: 2013/2014, 2014/2015, 2015/2016

## Statystyki
| Klub                                    | Sezon           | Liga            | Liga | Liga | Liga |
| Klub                                    | Sezon           | Liga            | M    | B    | Śr.  |
| --------------------------------------- | --------------- | --------------- | ---- | ---- | ---- |
| KSS Kielce                              | 2012/2013       | Superliga       | 29   | 89   | 3,1  |
| MKS Lublin                              | 2013/2014       | Superliga       | 8    | 12   | 1,5  |
| MKS Lublin                              | 2014/2015       | Superliga       | 10   | 12   | 1,2  |
| MKS Lublin                              | 2015/2016       | Superliga       | 2    | 2    | 1    |
| MKS Lublin                              | MKS Lublin      | MKS Lublin      | 20   | 26   | 1,3  |
| Korona Handball                         | 2016/2017       | I liga          | 19   | 69   | 3,6  |
| Korona Handball                         | 2017/2018       | Superliga       | 10   | 59   | 5,9  |
| Korona Handball                         | Korona Handball | Korona Handball | 29   | 128  | 4,4  |
| Stan na koniec I rundy sezonu 2017/2018 |                 |                 |      |      |      |